# Richard Rhodes
Richard Rhodes, född 4 juli 1937 i Kansas City, Kansas, är en amerikansk journalist, historiker och författare. 
Rhodes tilldelades Pulitzerpriset i kategorin "General Non-Fiction" för boken The Making of the Atomic Bomb, publicerad 1986. År 2002 utgav han Masters of Death om de nazistiska Einsatzgruppen.